# Никитино (Борковская волость)
Никитино — деревня в Великолукском районе Псковской области России. Входит в состав сельского поселения «Борковская волость».
Расположена на юго-западе района на левом берегу реки Ловать, в 37 км к юго-западу от центра города Великие Луки и в 12 км к северо-востоку от волостного центра деревни Борки.

## Население
Численность населения деревни по оценке на 2000 год составляла 2 человека, на 2010 год — 4 человека.